# Gracilodes
Gracilodes là một chi bướm đêm thuộc họ Erebidae.

## Các loài
- Gracilodes angulalis -  Guillermet, 1992
- Gracilodes angustipennis -  Gaede 1940
- Gracilodes caffra -  Guenee 1852
- Gracilodes disticha -  Hampson 1926
- Gracilodes finissima -  Berio 1956
- Gracilodes fuscosa -  (Holland 1894)
- Gracilodes metopis -  Hampson 1926
- Gracilodes nyctichroa -  Hampson 1926
- Gracilodes nysa -  Guenee 1852
- Gracilodes opisthenops -  Hampson 1926